# Heterometrus swammerdami
Heterometrus swammerdami  (Simon, 1872) è una specie di scorpione appartenente alla famiglia Scorpionidae.

## Descrizione
Questa specie raggiunge i 23 cm di lunghezza e i 56 g di peso, queste dimensioni lo rendono il più grande scorpione vivente. Il suo veleno non è letale, infatti le sue armi principali per catturare la preda sono le grosse chele.

## Distribuzione
Questo scorpione abita le foreste dell'India e dello Sri Lanka.